# ヒストンH3

クロマチン構造の基本的単位

ヒストンH3（英: histone H3）は、真核生物細胞のクロマチン構造に関係する5つの主要なヒストンのうちの1つである。
H3は中心となる球状ドメインと長いN末端テールという特徴を持ち、ヌクレオソームの数珠玉構造に関与している。ヒストンタンパク質は高度な翻訳後修飾を受けるが、ヒストンH3は5つのヒストンのうちで最も大規模に修飾が行われる。
ヒストンH3はエピジェネティクスの新興領域で重要なタンパク質であり、その配列の多様性やさまざまな修飾状態は、遺伝子の動的かつ長期的な調節に役割を果たすと考えられている。

## エピジェネティクスと翻訳後修飾
H3のN末端はヌクレオソームの球状のコアから突出しており、細胞過程に影響を与える翻訳後修飾を受ける。こうした修飾には、リジンやアルギニン残基へのメチル基やアセチル基の付加、セリンまたはスレオニン残基のリン酸化が含まれる。リジン9番残基のジメチル化とトリメチル化は遺伝子の発現抑制やヘテロクロマチンと関係しており（H3K9me2とH3K9me3を参照）、一方リジン4番のモノメチル化は活発に発現している遺伝子と関係している（H3K4me1を参照）。H3のいくつかのリジン残基のアセチル化は、ヒストンアセチルトランスフェラーゼによって行われる。リジン14番のアセチル化はRNAへの転写が活発に行われている遺伝子で一般的にみられる（H3K14acを参照）。

## 配列多様性
哺乳類では、ヒストンH3に配列のバリアントが存在することが知られている。これらはヒストンH3.1、H3.2、H3.3、H3.4（H3T）、H3.X、H3.Yと表記されるが、配列は高度に保存されており、いくつかのアミノ酸が異なるのみである。ヒストンH3.3は哺乳類の発生過程において、ゲノムの完全性の維持に重要な役割を果たしていることが知られている。ヒストンバリアントは生物種によってさまざまであり、それらの分類や各バリアント特異的な特徴については"HistoneDB - with Variants" データベースに記載されている。

## 遺伝子
ヒストンH3はヒトゲノム中ではいくつかの遺伝子によってコードされている。一部を挙げる。
- H3.1: HIST1H3A（英語版）、HIST1H3B（英語版）、HIST1H3C（英語版）、HIST1H3D（英語版）、HIST1H3E（英語版）、HIST1H3F（英語版）、HIST1H3G（英語版）、HIST1H3H（英語版）、HIST1H3I（英語版）、HIST1H3J（英語版）
- H3.2: HIST2H3A（英語版）、HIST2H3C（英語版）、HIST2H3D
- H3.3: H3F3A（英語版）、H3F3B（英語版）